# 435552 Morin
435552 Morin è un asteroide della fascia principale. Scoperto nel 2008, presenta un'orbita caratterizzata da un semiasse maggiore pari a 2,7785549 UA e da un'eccentricità di 0,0518737, inclinata di 5,66607° rispetto all'eclittica.